# صفيراء حرجية
صفيراء حرجية (الاسم العلمي:Sophora sylvatica) هي نوع غير مؤكد من النباتات يتبع جنس الصفيراء من الفصيلة البقولية.